# Selmes
Selmes is een plaats (freguesia) in de Portugese gemeente Vidigueira en telt 1009 inwoners (2001).